# 十字架四
十字架四 (δ Cru) 是拱極星座南十字座內的一顆恆星，在波多黎各語中這顆恆星的名字是Pálida (Pale [one])。這顆星的視星等是2.79，距離地球大約345光年（106秒差距），是被稱為南十字星群的四顆星中最暗的一顆。十字架四是顆質量大、溫度高、高速旋轉並在發展成為一顆巨星的過程中。

## 性質
這顆恆星的光譜類型是B2 IV，在恆星演化的過程中正在從主序星進入次巨星的階段。它即將要成為紅巨星，而有朝一日將成為白矮星。目前，它在大氣層外圍的有效溫度是22,570k，輻射的發光度大約是太陽的1,000倍，導致它發射出藍白色的光。十字架四是備受關注的仙王座β型變星候選者，以1.3小時的週期細微的變化著。它自轉的非常快，估計旋轉速度是210 km s–1.。
十字架四是天蝎-半人馬星協的低半人馬南十字 (LCC，Lower Centaurus Crux) 次級團的成員，這是一個大質量恆星組成的OB星協，有著共同的起源和空間速度。這是最靠近太陽的OB星協，LCC的成員年齡都在1,600萬至2,000萬歲之間。

## 在文化中
在中國，十字架四是近南極星區星官十字架，意為四顆星組成的十字架，的成員。這個星官的主要成員還有十字架一 (γ Cru)、十字架二 (α Cru)、和十字架三 (β Cru) 
居住在澳洲中部Hermannsburg周圍的阿蘭達人和Luritja人部落稱十字架四為Iritjinga，意思是"猛鷹"，加上十字架一、庫樓七 (半人馬座γ)、馬尾三 (半人馬座δ) 組成一個四邊形。
十字架四也出現在澳洲、紐西蘭和巴布亞新幾內亞等國家的國旗上，在這些國旗上都有象徵南十字座的五顆星。它也出現在巴西國旗上，是26顆星中的一顆。這26顆星每一顆代表巴西的一個州，十字架四代表的是米納斯吉拉斯。

## 外部連結
- DELTA CRU